# Kooperationsspieler
Kooperationsspieler sind unter bei einigen Sportverbänden existierende besondere Regelungen zur Spielerlaubnis fallende Sportler. Diese sind unter Erfüllung gewisser Voraussetzungen für zwei unterschiedliche Vereine spielberechtigt.

## Nationale Regelungen
Im österreichischen Fußball ist dies ein Spieler, der durch einen Kooperationsvertrag während der laufenden Saison sowohl für seinen höherklassigen Stammverein oder eine Fußball-Akademie als auch für einen Kooperationsverein (zum Beispiel ein Farmteam) spielberechtigt ist. Während die meisten Fußballverbände in der Regel ausschließen, dass Spieler für zwei verschiedene Vereine antreten, während das Transferfenster geschlossen ist, bietet der ÖFB mit den in seinen Meisterschaftsregeln verankerten Bestimmungen über Kooperationsverträge Vereinen und Fußball-Akademien die Möglichkeit, einer teilweise beschränkten Anzahl von für die Altersklasse U-22 berechtigten Spielern in anderen Mannschaften Spielpraxis zu verschaffen und dabei diese Spieler in derselben Saison in eigenen Spielen einzusetzen.
Im schwedischen Fußball wurde 1995 eine ähnliche Regelung eingeführt, die 2003 überarbeitet und im November 2011 nach einer Beschwerde der UEFA abermals angepasst wurde, um im Einklang mit den FIFA-Statuten zu sein. Seither dürfen keine höherklassigen Vereine miteinander kooperieren, die Regionalverbände sind für die detaillierteren Regelungen für Leih- und Kooperationsgeschäfte zwischen dem Hauptklub und dem Farmteam gemäß den Spielbestimmungen zuständig.